# Бамбуковое волокно
Бамбу́ковое волокно́ — инновационный материал, получаемый путем регенерации целлюлозного волокна, выработанного из стебля бамбука. Бамбуковое волокно — экологически чистый материал, в сырье для его производства изначально отсутствуют химические добавки, а процесс создания ткани основывается на обработке паром и кипячении. Одно из главных свойств бамбука — гипоаллергенность, благодаря которому он подходит людям с чувствительной кожей. Ткань из бамбукового волокна используют для производства одежды и домашнего текстиля. Волокно также используется в качестве натурального наполнителя для подушек и одеял.

## Свойства
Широкое использование в легкой промышленности бамбуковое волокно получило благодаря ряду конкурентоспособных особенностей перед другими материалами. Одним из главных является экологичность бамбукового волокна, это свойство обеспечивается технологией выращивания, которая исключает химическое воздействие на культуру.
Согласно ряду рекламных материалов сомнительного происхождения, благодаря содержанию важнейших компонентов, содержащихся в бамбуке (зеленый пектин, витамин Е, бамбуковый мед), материал обладает лечебными свойствами и способствует нормализации функции сна, улучшению кровообращения, расслаблению мышц, а также выводу из организма токсинов, ионов тяжелых металлов и радиоактивных элементов. Гигроскопичность и воздухопроницаемость — два важных свойства бамбукового волокна, которые помогают впитывать и испарять влагу, способствуя избежать таких неприятных явлений, как воспаление и раздражение. Бамбук также известен своими природными антибактериальными свойствами, примерно 90 % бактерий, попавших на бамбуковое волокно, погибают в течение 24 часов. Данные утверждения представляются сомнительными по отношению к продуктам из бамбукового волокна в связи с отсутствием различий между бамбуковой целлюлозой и вискозой и аналогами этих материалов, полученных из другого сырья.

## Производство
Сегодня существуют два способа производства бамбукового волокна.
Химическая обработка — гидролиз-подщелачивание. Способ схож с процессом создания вискозы. Стебель бамбука измельчается до состояния стружки. Едкий натр (NaOH) преобразует мякоть бамбука в регенерированное целлюлозное волокно (размягчает её). Сероуглерод (CS2) используется для гидролиза-подщелачивания, комбинированного с многофазным отбеливанием. Этот метод не является экологически чистым, но используется наиболее часто благодаря скорости выработки волокна. Токсичные остатки процесса вымываются из пряжи в ходе последующей обработки.
Механическая обработка (такая же, как при обработке льна и конопли). Мякоть бамбука размягчается ферментами, после чего из неё вычёсываются отдельные волокна, из которых производится пряжа, ткань и наполнители для текстильных изделий. Это дорогостоящий метод, но экологически чистый.